# Destrucción de Granada (Nicaragua)
La destrucción de Granada, llamada comúnmente quema de Granada, fue un suceso iniciado entre el 22 y 23 de noviembre de 1856, cuando los filibusteros liderados por Charles Frederick Henningsen y bajo órdenes de William Walker incendiaron completamente la ciudad de Granada (Nicaragua). Este suceso se enmarca dentro de la guerra nacional de Nicaragua, marcando el inicio de la retirada de los filibusteros del país. Además, por lo violento de sus circunstancias, es comúnmente comparado por historiadores con la destrucción de Cartago por parte de los romanos.
No pudiendo hacer frente al avance del ejército aliado centroamericano, Walker le dio la orden de arrasar la ciudad hasta los cimientos a Henningsen. Se organizó una procesión con cerca de cincuenta soldados ataviados con vestimenta sacerdotal y al frente un ataúd con bajo el rótulo de «Granada» y, finalmente, lo enterraron en el centro de la plaza central, sobre la cual dejaron un letrero que decía «Aquí fue Granada».
Finalmente, terminó el 13 de diciembre con la retirada de los filibusteros, debilitados por la falta de alimentos y el cólera, luego de varios días siendo sitiados por los centroamericanos. Según Walker: «de los 419, que estaban a las órdenes de Henningsen cuando Granada fue sorprendida el 24 de noviembre, 120 habían muerto del cólera o del tifus; 110 habían sido muertos por el enemigo o estaban gravemente heridos; 40 habían desertado y 2 habían sido hechos prisioneros».

## Antecedentes

### Sitio de 1854
Durante el año de 1854, la ciudad de Granada fue víctima de uno de los asedios más prolongados de la historia nacional. Así pues, los autores Julián Guerrero y Lola Soriano de Guerrero, refiriéndose a este suceso, escriben lo siguiente:

Nuestros anales de guerras fratricidas registran pocos asedios o sitios armados tan dilatados como el que sufrió la plaza de Granada en el año 1854, pues duró ocho meses y catorce días, o sea desde el 26 de mayo de 1854 hasta el 10 de febrero del siguiente año de 1855, sin que se decidiera con su terminación la victoria de ninguno de los dos bandos en lucha: legitimistas y democráticos. Los sitiadores estaban comandados por el general Máximo Jerez y los sitiados por el general Fruto Chamorro.

Este sitio tuvo consecuencias funestas e incalculables para la vida de la ciudad de Granada y sus moradores, fue un triste presagio de la destrucción que como consecuencia de la guerra entre los dos partidos sufrió la ciudad en noviembre de 1856 víctima de un terrible incendio a manos de fuerzas mercenarios extranjeras al servicio del partido democrático. 

La ciudad de Granada tiene una forma de plano inclinado, cuya parte más baja es la que se encuentra próxima al lago Cocibolca. Es por ello que los democráticos tomaron la iglesia de Xalteva (que se encuentra en la parte más elevada de la ciudad). El historiador José Dolores Gámez detalla que el jefe de estos, Jerez, solía pasearse por el atrio para reconocer el campo enemigo, siendo que en una de tantas fue alcanzado por un disparo que le dio en rodilla derecha, destrozándole la rótula, al mismo tiempo que otro atravesó el pecho del segundo jefe Pineda.
Según el relato del historiador Anselmo Rivas:

En la mañana del dieciocho de mayo de 1854 hizo su ingreso a la ciudad de Granada el señor general Fruto Chamorro (después de su derrota en el combate de El Pozo), quien había pasado la noche anterior en la ciudad de Managua.

Granada estaba abatida, y para reanimarla dispuso el general Chamorro recorrer a caballo las calles de la ciudad… El paseo terminó en la plaza principal, después de algunas horas, donde se hallaba formada la fuerza con que hasta entonces contaba para la defensa de la ciudad. Esa fuerza constaba de doscientos hombres y una pequeña guardia cívica.
Con la firme resolución de salvar la patria el general Chamorro se consagró desde aquel día a preparar los medios de defensa… Mientras tanto, el general Jerez emprendía su marcha sobre la ciudad de Granada. Este caudillo salió de León con ochocientos hombres voluntarios, que fueron aumentándose gradualmente con los entusiastas partidarios de las poblaciones del tránsito. El 26 de mayo, a las doce del día, estaba el ejército democrática a la vista de la ciudad de Granada.
El ejército (democrático del general Jerez) ocupó Jalteva. El 27 atacó la línea de defensa, que aún no estaba fortificada, y avanzó hasta el antiguo callejón de las Cáceres, hoy calle de las Barricadas. El invasor iba incendiando a su paso las casas de la calle Real y todas las adyacentes a los flancos y retaguardias.

El incendio y los destrozos de todo género que ejecutaban los democráticos dondequiera que ponían su planta fue sembrando el desprestigio entre sus filas… Así lo reconoce el señor don José Dolores Gámez como se ve por el pasaje de su Historia de Nicaragua. 

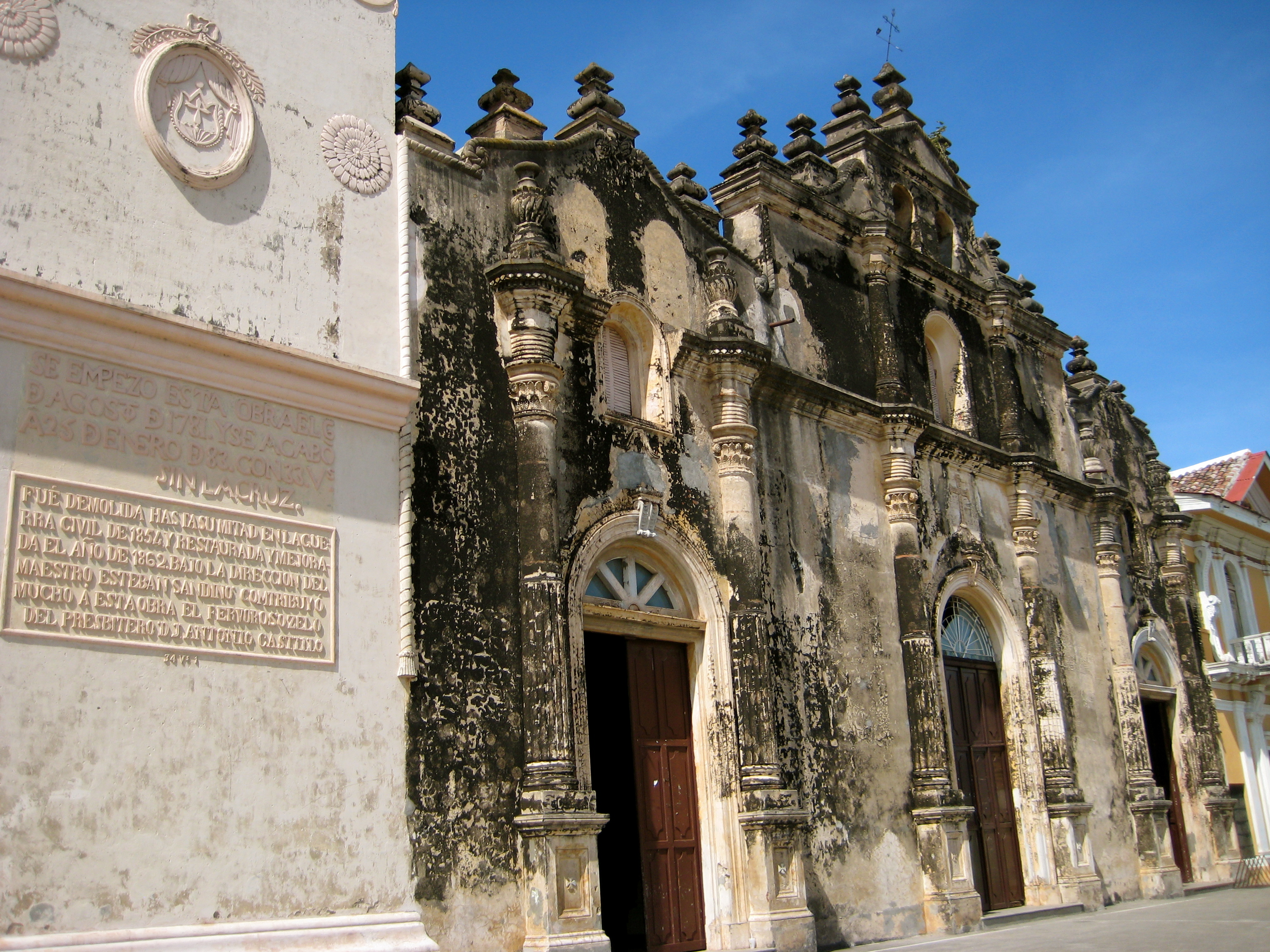
La iglesia de la Merced, la cual fue semidestruida por el ejército leonés en 1854.

Los leoneses al llegar a la ciudad se dispusieron a incendiar tres manzanas de las principales de la ciudad. No obstante, es necesario mencionar que el propio Chamorro contribuyó a la destrucción de la ciudad ordenando quemar las manzanas adyacentes a la plaza de Xalteva, que era refugio del ejército invasor. La iglesia de la Merced fue semidestruida en el tercer cuerpo de su torre. 
Como se mencionó anteriormente, tanto Jerez como Pineda (líder y segundo al mando del ejército democrático respectivamente) se encontraban fuera del campo de batalla. Es por esto que los leoneses, compuestos por hordas indisciplinadas, se dispersaron en varios grupos que se entregaron a toda clase de abusos, lo cual creo un caos total —lo cual les granjeó una mala reputación que logró engrosar las filas adversarias.
Finalmente el asedio terminó la madrugada del 10 de febrero con la toma de Masaya (de donde recibían suministros) por parte del ejército legitimista, lo cual los obligó a retirarse dejando sus mejores piezas de artillería y guerra en general. 
Al finalizar este suceso, Chamorro (que había asumido el mando del país como primer presidente el 30 de abril de 1854) dejó el gobierno en manos de José María Estrada para ponerse al frente del ejército en contra de los leoneses, que el 11 de junio de 1854 habían nombrado a Francisco Castellón como «Supremo Director del Estado del Gobierno provisorio de León» en el cabildo de la misma ciudad.

### Intervención filibustera
La intervención filibustera en Nicaragua se dio en medio de la guerra civil entre legitimistas (conservadores) y democráticos (liberales). Estos últimos contrataron a una serie de mercenarios norteamericanos liderados por William Walker para que les ayudaran a ganar la guerra. Así, el 16 de junio de 1855 desembarcaron en el puerto de El Realejo (departamento de Chinandega) e inmediatamente se pusieron al frente de la batalla, siendo nacionalizados nicaragüenses en el proceso.

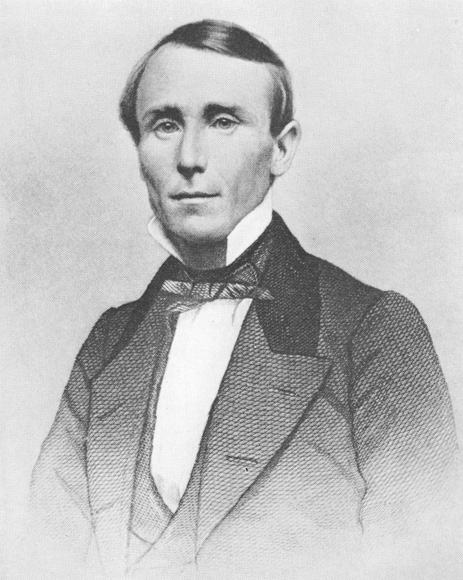
El filibustero William Walker.

Después de un ataque fallido a Rivas, Walker logró tomar Granada (sede de los legitimista), y sumado a la muerte Francisco Castellón —líder de los democráticos—, termina fortaleciendo su poder. Además, consiguió negociar con el general Ponciano Corral la imposición de Patricio Rivas como presidente de Nicaragua y la desarticulación de los grupos armados, con excepción de su falange y él como supremo comandante. Sin embargo, Corral no quedó contento con el tratado realizado y el día 1 de noviembre de 1855 solicitó ayuda a varios presidentes,  como el de Honduras, José Santos Guardiola, para a expulsar Walker. Sin embargo, este pudo interceptar las cartas el día 4 del mismo mes, y el 5 lo acusó de traición ante un consejo de guerra convocado por el mismo, siendo sentenciado a pena de muerte y finalmente ejecutado el 8 de noviembre a las 2:00 p. m.
La ejecución del general Ponciano causó un gran descontento en el bando legitimista. Aprovechando esto, el presidente de Costa Rica, Juan Rafael Mora, declaró la guerra a Nicaragua argumentando que Walker era un enemigo para la independencia de su país. El primer enfrentamiento entre ambos países se dio en la batalla de Santa Rosa, en la provincia de Guanacaste, con una contundente derrota para el ejército filibustero. A esta le seguirían las batallas de Sardinal y de Rivas, ambas con victoria para el ejército costarricense. Sin embargo, el avance de estos se vio frenado por el cólera, teniendo que abandonar el territorio nicaragüense.

### Declaración de William Walker como enemigo
Expulsado Mora de territorio nicaragüense, Walker anunció que se debían organizar una nueva elección presidencial, anulando la anterior ganada por Patricio Rivas celebrada en abril del mismo año. Alertado por esto, el 23 de junio de 1856, Rivas declaró a «Guillermo Walker» enemigo de Nicaragua e hizo un llamado a todos los nicaragüenses entre 15 y 60 años «para ponerse en armas contra el mencionado señor Walker». Aprovechando la situación, este se proclamó presidente de Nicaragua y prestó juramento en la plaza de Granada el 12 de julio, después de «haber ganado» con cerca de un 70 % de votos a favor la elección convocada y organizada por él mismo.
Presionados por los gobiernos centroamericanos, los líderes legitimista y democrático firmaron un pacto conocido como el pacto providencial el 12 de septiembre en León para hacer frente a los filibusteros con ayuda de los demás países de la región. A esto pacto le siguieron una serie de derrotas del bando filibustero. Estos, esperanzados en poder tomarla, atacaron Masaya durante tres días y tres noches, sin embargo, la noticia del ataque del ejército aliado centroamericano a Granada les obligó a retirarse y finalmente a refugiarse en la parroquia —hoy catedral— de la ciudad. El avance y la superioridad numérica de los aliados era evidente, sabiendo esto, Walker decidió abandonarla y refugiarse en Rivas, no sin antes dar la orden de para su destrucción.

## Historia

### Granada pierde el derecho de existir

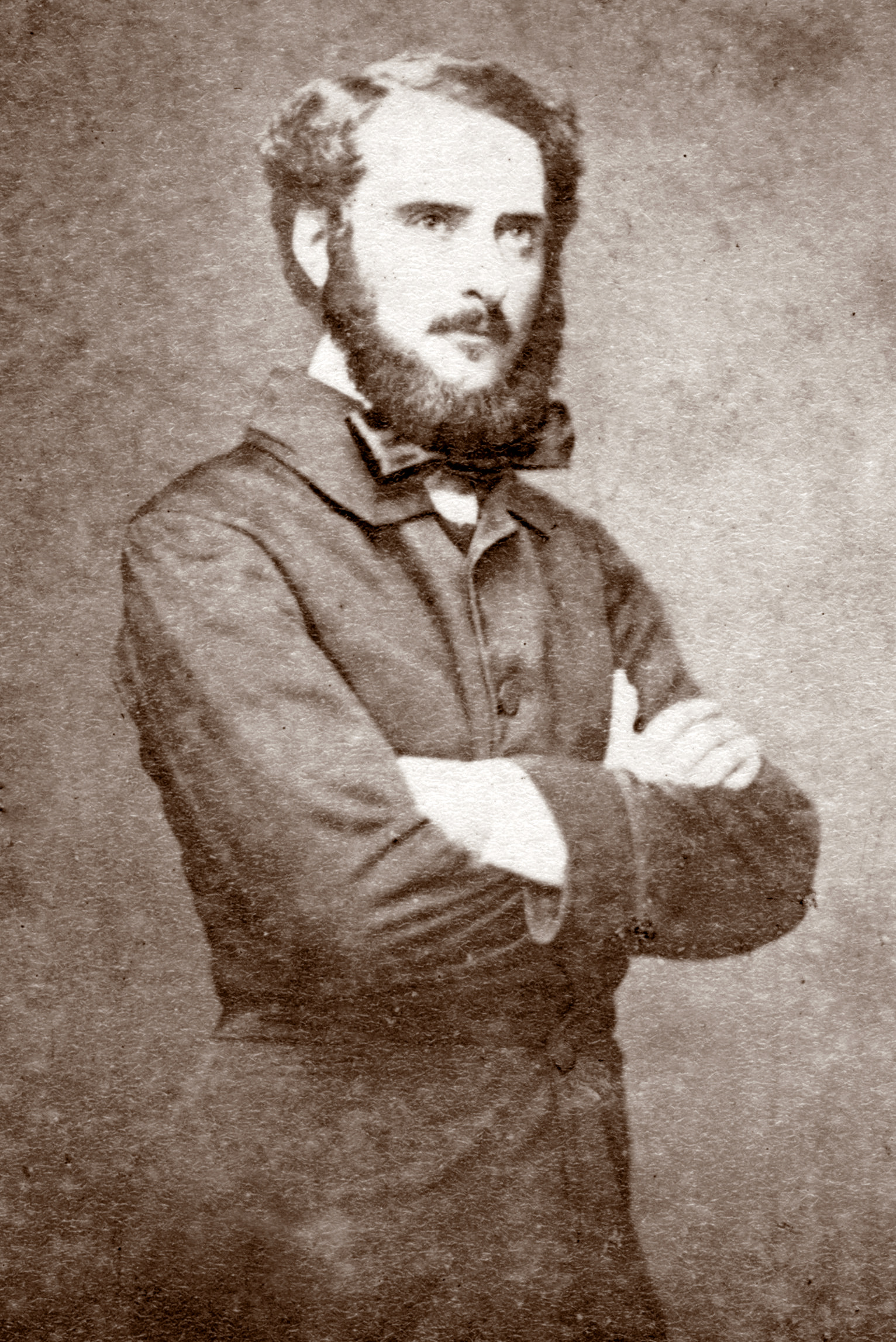
Charles Frederick Henningsen, encargado de dirigir la destrucción de la ciudad.

Según Walker: «el cariño de los antiguos chamorristas [legitimistas] por Granada era grande y peculiar. Amaban a su principal ciudad como a una mujer». Fue por ello que, desde la isla de Ometepe, dio la orden de destruir la ciudad hasta los cimientos, pues «conforme a las leyes de guerra, la ciudad había perdido el derecho de existir, y la conveniencia de destruirla era tan evidente como la justicia de la medida». Según la opinión de Alejandro Bolaños Geyer:

La toma de Granada fue para Walker la posesión de Ellen y cuando se vio forzado a abandonar la ciudad, la destruyó antes de que ningún rival la poseyera. Era de hecho un juramento de amante ¡Mía o de Nadie!

El encargado de ejecutar esta orden fue Charles Frederick Henningsen, que había arribado a Nicaragua a finales de octubre procedente de Nueva York con armas y pertrechos de artillería. Así pues, el 20 fueron evacuados más 200 enfermos en el vapor La Virgen con dirección al puerto de La Virgen, en Rivas. Henningsen anunció a sus soldados que:

Nuestro jefe, el excelentísimo señor presidente Mr. William Walker, nos ha confiado el encargo de destruir esta ciudad, centro principal de nuestros enemigos. Ella, por sus muchos delitos para con nosotros, ha perdido el derecho de existir, y debe ser arrasada hasta sus cimientos. Id a hacerlo saber a sus moradores para que la desocupen este mismo día, permitiéndoles sacar únicamente lo que puedan llevar en sus manos. Todo lo demás es vuestro. A los que no quisieran obedecer buenamente esta orden, los haréis salir a la fuerza.

El 22, arribó a Granada William Kissane Rogers, un exprisionero con un largo historial incendiario en Arkansas y Ohio, fue él quien le comunicó a Henningsen la orden de Walker. Al saber que los habitantes de la ciudad habían sido evacuados, los generales Martínez y Paredes se dispusieron atacar a los filibusteros, sin embargo, el general Belloso se opuso rápidamente a la idea y sería hasta dos días después que finalmente empezarían a marchar a Granada.

### Comienza la quema
Henningsen ordenó a sus soldados que destruyeran todo: chozas, casas e iglesias. Para esta misión, le asignó un sector a cada uno cada compañía de soldados, dirigidos por sus respectivos capitanes:  Dolan, McChesney, Ewbanks, Johnson y O'Reagan. Fue así como cerca de la media noche del 22 o la madrugada 23 de noviembre con la detonación de un viejo cañón colonial de bronce fundido en Barcelona se dio seña para que los 419 filibusteros que se encontraban en la ciudad dieron inicio a la quema de Granada. Mientras tanto, Kissane robó todos los objetos de valor —tales como anillos, sortijas, rosarios, candelarios y otros— de las siete iglesias de la ciudad, así como de los hogares y edificios públicos; los cuales fueron cargados en el vapor San Carlos. Esto último fue analizado detalladamente el 14 de septiembre de 1859 por las autoridades eclesiásticas valuando, en pesos de la época, las pérdidas sufridas en los templos en las siguientes cifras:.
| La Merced     | 33 170  |
| La parroquia  | 32 201  |
| San Francisco | 11 708  |
| Xalteva       | 8230    |
| Guadalupe     | 8176    |
| Esquipulas    | 3956    |
| San Sebastián | 3279    |
| Total         | 100 720 |

El historiador Jorge Eduardo Arellano detalla sobre esto:

En La Merced desaparecieron el Altar de la Esclavitud con la imagen de Nuestra Señora de los Cautivos, una monumental custodia —labrada en pura plata con peso de cuatro arrobas—, las imágenes de San Anselmo, San Agustín, San Ramón y San Pablo; el altar y su imagen de la Virgen de la Aurora; el óleo de dos Los Tres Rostros y un órgano de cigüeñuela; la imagen del Ángel custodio y los ricos cortinajes y adornos del catafalco levantado para las honras fúnebres del general Fruto Chamorro. En la iglesia parroquial, además de óleos e imágenes, se destruyeron seis altares maravillosamente labrados con retablos y frontales dorados, dos órganos pequeños, vasos sagrados, misales e impresos en los siglos diecisiete y dieciocho, más su secular reloj público, cuyas campanillas daban las horas y las medias horas.
 
La iglesia de Jalteva perdió una reliquia: el Santo Sepulcro, decorado con espejos de cristal y de roca empotrados conchanácares y ricas maderas; una imagen de Santa Bárbara y una custodia de oro puro; Esquipulas su imagen del Señor de Esquipulas y San Sebastián un Piscis de oro, adornado con piedras preciosas, símbolo identitario de los primeros cristianos; las imágenes de un Cristo atado a la columna, de San Sebastián y de la Virgen María, aparte de los cortinajes de Damasco de Arco Toral.

El mismo Walker llegó a comentar que «el licor y los incendios daban a la ciudad el aspecto de una bacanal desenfrenada más que el de un campo militar» (cabe señalar que el mismo Henningsen y el ministro de finanzas Parker French se encontraban ebrios). Temiendo un posible ataque aliado, también se ordenó la construcción de una serie de barricadas alrededor de ciudad. El fuego se propagó rápidamente desde las suburbios hasta el interior. En medio de la quema, los filibusteros colocaron un cartel con la inscripción «Aquí fue Granada», considerado por autores Ricardo Dueñas Van Severen como: «un epitafio digno de Aníbal». Según cuenta el capitán Horace Bell —que se encontraba a bordo del vapor La Virgen junto a Walker—:

A eso de las nueve de la mañana se organizó una procesión, con el mencionado Ministro [Kissane] a la cabeza, integrada por alrededor de cincuenta oficiales ataviados con las vestimentas sacerdotales tomadas de las iglesias. Se adornó copiosamente un ataúd bajo el rótulo de «Granada» y avanzó la procesión, con una imagen del Salvador adelante, seguida por el ataúd y los falsos sacerdotes. Desfilaron alrededor de la plaza en un rito impío, depositando finalmente el ataúd en una tumba excavada en el centro de la plaza sobre la que erigieron un inmensa letrero con la misma inscripción que los romanos dejaron en las ruinas al destruir Cartago: ¡Aquí fue Granada! Al desbandarse del entierro de Granada, una descarga de fusilería recibió a los miembros de la perversa procesión ¡Martínez los atacaba!

Ese mismo día se evacuaron a los últimos habitantes de la ciudad, y se anunció oficialmente que: «¡Granada ya no existe! Walker la incendió y redujo a cenizas el 22 al verse obligado a abandonarla. Las pobres familias nicaragüenses aterradas, sin abrigo, sin ropa y sin recursos vagan por los campos y las inmediaciones buscando protección y amparo». Años después, Kissane escribiría:

Mi experiencia en el sitio de Granada retorna a mi mente sin cesar, y el horroroso hedor de los cadáveres a flor de tierra a pocos pasos de nuestro campamento, pues en la situación en que estábamos no podíamos enterrarlos más hondo. El mal olor en ese ambiente húmedo y cálido era insoportable. Hoy no me explico como pudimos aguantarlos durante esos 22 días. Fue un infierno desde principio hasta el fin; eso es todo lo que fue.

### Los aliados llegan a Granada

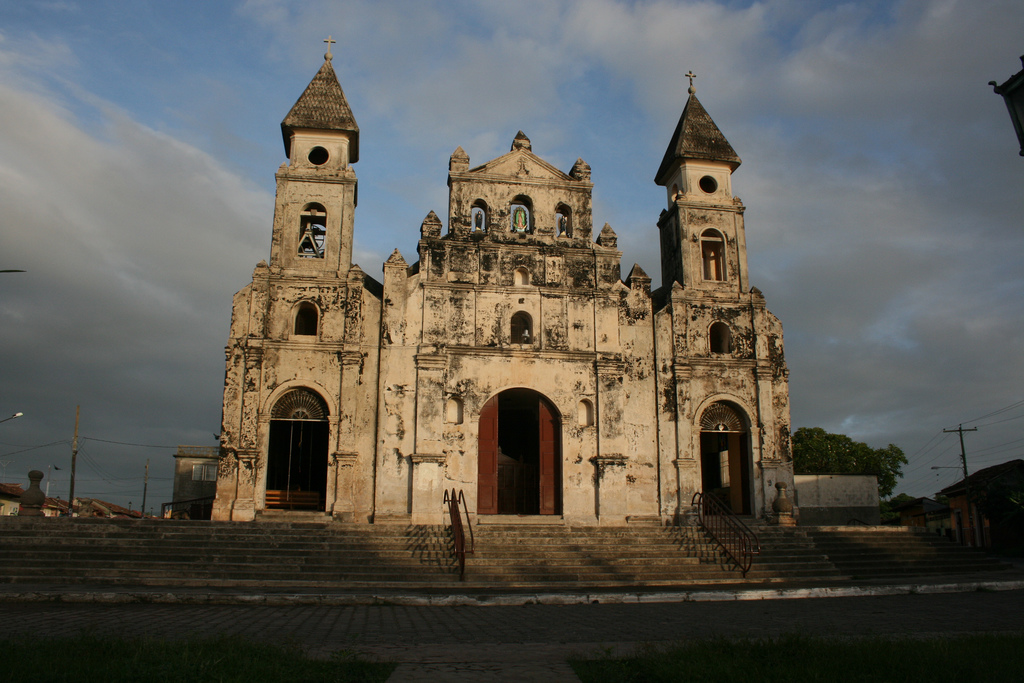
La Iglesia de Guadalupe, refugio de los filibusteros.

Mientras tanto, en la madrugada del 24, el ejército aliado centroamericano sale de Masaya y Diriomo rumbo a Granada. Al momento de llegar, se dispusieron a atacar simultáneamente por tres puntos diferentes. Los filibusteros se vieron obligados a acuartelarse en las casas de adobe que se encontraban a los costados de la plaza central de la ciudad. Los aliados aprovecharon esto para tomar la Iglesia de Guadalupe, así cortándoles el paso al muelle de la ciudad. Sin embargo, Henningsen logró tomar por asalto la iglesia, donde se acuarteló con sus soldados. Según el relato del mismo:

Después de entrar y encerrarnos en la Iglesia de Guadalupe, nos encontramos con veinte cadáveres de los zapadores de Hesse y rifleros de Green, sin enterrar; uno carbonizado y con las manos atadas por la espalda, que parecía ser el del capitán Hesse; diez o doce cadáveres insepultos, junto con unas treinta tumbas poco profundas del enemigo, cubiertas apenas por unas pocas pulgadas de tierra, todas víctimas del ataque del día anterior. Varios de nuestros enfermos y heridos fallecieron.
Nuestras herramientas de excavación, es decir, cuatro picos y doce azadones, las usamos para enterrar a estos últimos y para construir las trincheras de Fort Henry, por lo que unos sesenta cadáveres en putrefacción junto a nosotros nos mantuvieron sumergidos en un hedor sumamente dañino y repulsivo. Teníamos harina para varios días y abundante café, e inmediatamente tuve la necesidad de destazar nuestras mulas y caballos para consumirlos. Hoy (sábado) distribuimos las primeras raciones de carne de caballo.

La falta de comida y el cólera se extendieron rápidamente sobre los acuartelados, causando un gran número de muertos. El principal remedio que hallaron para combatir el cólera fue el opio, que lejos de curarlos, solo causó que muchos llegaran al borde de la locura. Durante el ataque de los aliados, el general Mariano Paredes —que estaba al mando de las tropas guatemaltecas en el ejército aliado— murió a causa del cólera, y fue sucedido al mando por José Víctor Zavala. El 28, los aliados enviaron un emisario a los filibusteros con el fin de negociar su rendición, prometiéndoles garantías y pasaportes para salir del país. Sin embargo, Henningsen rechazó la oferta.

### Los filibusteros se retiran
La retirada de los filibusteros comenzó el 1 de diciembre, durante el día se defendían de los aliados y en la noche alargaban los parapetos. El 8, Zavala escribió una carta a Henningsen con el fin de que se rindiera, diciéndole que no contara con Walker, pues este no había mandado ni un solo refuerzo, lo cual era falso, pues este se encontraba a bordo del vapor La Virgen frente a la costa tratando de ayudar a sus soldados. Durante este tiempo llegaron 300 aventureros al mando del coronel John Waters desde Nueva Orleans y California. Estos lograron hacer retroceder al ejército aliado. Finalmente, a las 5 a. m. del 13, Henningsen y sus soldados, con petrechos y bagajes —tales como artillería—, que se encontraba acuartelados en el Fort Henry, lograron llegar al muelle y embarcarse en La Virgen. Según relata Walker:

De los 419, que estaban a las órdenes de Henningsen cuando Granada fue sorprendida el 24 de noviembre, 120 habían muerto del cólera o del tifus; 110 habían sido muertos por el enemigo o estaban gravemente heridos; 40 habían desertado y 2 habían sido hechos prisioneros. De los refuerzos de Waters, 40 murieron en las batallas y 2 fueron hechos prisioneros.

Al partir, Henningsen clavó entre las ruinas de la ciudad un asta de lanza con un pedazo de cuero que decía: «Aquí fue Granada». Además, le redactó un informe a Walker en el que decía:

Usted me ordenó destruir Granada y evacuar de ahí todos los pertrechos, artillería, provisiones, soldados, enfermos y familias americanas y nativas. Su orden se ha cumplido, Granada ha dejado de existir.